# كأس الاتحاد الإنجليزي 1976–77
كأس الاتحاد الإنجليزي 1976–77 (بالإنجليزية: 1976–77 FA Cup)‏ هو الموسم 96 من  كأس الاتحاد الإنجليزي. الذي يشرف على تنظيمه الاتحاد الإنجليزي لكرة القدم، وفاز فيه مانشستر يونايتد.